# Julien Duvivier
Julien Duvivier, född 8 oktober 1896 i Lille, död 30 oktober 1967 i Paris, var en fransk filmregissör. Han regisserade bland annat 1939 en fransk filmversion av Selma Lagerlöfs roman Körkarlen (1912) under samma titel.

## Filmografi (urval)
Listan avser filmer med manus och regi av Julien Duvivier, om inget annat anges.
- 1930 – Au bonheur des dames (endast regi)
- 1932 – Olycksfågeln
- 1933 – La Tête d'un homme (endast regi)
- 1935 – Legionärer, Spanien har lejt er att dö!
- 1936 – Jean från Paris
- 1937 – Pépé från Marseille
- 1937 – Drömmarnas vals
- 1938 – Marie Antoinette (endast regi, ej krediterad)
- 1938 – Den stora valsen (endast regi)
- 1939 – Det brinner en eld
- 1939 – Körkarlen
- 1941 – Jag glömmer dig aldrig
- 1942 – Manhattan (endast regi)
- 1943 – Bortom alla gränser (regi och produktion)
- 1944 – Bedragaren
- 1946 – Panik
- 1948 – Anna Karenina
- 1949 – Flickfängelset
- 1949 – Black Jack
- 1952 – Don Camillo och hans lilla värld
- 1953 – Don Camillos återkomst
- 1955 – Min ungdoms Marianne
- 1956 – Hon kom från Marseilles
- 1957 – Mannen i regnrocken
- 1957 – Oss älskare emellan
- 1959 – Kvinnan och leksaken
- 1959 – Marie-Octobre
- 1962 – De besatta (manus, regi och produktion)
- 1962 – Se upp för Satan! (delarna "Dieu en vain ne jureras", "Luxurieux point ne seras", "Un seul Dieu tu adoreras" och "Les Dimanches tu garderas en servant Dieu")
- 1963 – Gastkramad
- 1964 – Livat i Paris (endast manus)
- 1967 – Den djävulska planen